# Isly
Isly (franska: Isly (CR), Isly (Commune Rurale), arabiska: المجاطية أولاد الطالب) är en kommun i Marocko.   Den ligger i prefekturen Oujda-Angad och regionen Oriental, i den nordöstra delen av landet, 400 km öster om huvudstaden Rabat. Antalet invånare är 23 332.